# 摩里斯縣 (新澤西州)
摩里斯縣（英語：Morris County）是美国新泽西州北部的一個縣，面積1,247平方公里。根據2020年美國人口普查，共有人口50萬9,285人。縣治莫里斯敦（Morristown）。該縣成立於1739年3月15日。縣名紀念殖民地時期總督劉易斯·摩里斯。